# 金野昭次
金野 昭次（こんの あきつぐ、1944年9月1日 - 2019年9月5日）は、北海道札幌市西区出身の元スキージャンプ選手。母方の血縁に大倉山ジャンプ競技場初代バッケンレコード保持者の浜謙二がいる。

## 経歴・人物
小学3年生の時にスキージャンプを始める。北海高校から日本大学に進学し、同大スキー部監督の八木祐四郎の指導を受ける。卒業後は北海道拓殖銀行に入行。
1968年グルノーブルオリンピックで五輪初出場。しかし、70m級で24位、90m級で20位に終わる。（4年後に札幌オリンピックの開催が決まっていた日本は、この大会に過去最高の62選手を送り込んだが、メダルはおろか6位入賞すら果たせなかった。）
1972年の札幌オリンピックで2度目の五輪出場を果たし、70m級で銀メダルを獲得。金メダルの笠谷幸生、銅メダルの青地清二と共に日本人3人で表彰台を独占し「日の丸飛行隊」と呼ばれた。また日本人選手の中で一番初めに飛び、見事な大ジャンプを見せ「日本の切り込み隊長」と呼ばれた。（90m級では12位だった。）この頃の金野のジャンプは162ｃｍ、53ｋｇと小柄ながらサッツ(踏切)のキレが非常に良く、「カミソリサッツ」と呼ばれていた。
1976年インスブルックオリンピックでも日本代表に選ばれたが、70m級・90m級とも出場する4選手にはエントリーされなかった。
現役引退後はスキーから離れ、銀行の営業マンとなった。
1998年長野オリンピックの聖火リレーでは、1月6日に札幌市でスタートした東日本ルートの最初のランナーを務めた。また開会式では、猪谷千春、笠谷幸生、北沢欣浩、長久保初枝、大高優子、橋本聖子、山本宏美と共に8人で五輪旗を持って入場した。
2019年9月5日、下咽頭がんのために北海道札幌市の病院にて亡くなった。75歳没。